# Josef Burda (voják)
Podplukovník Josef Burda (20. března 1895 Dambořice – ?) byl legionář, důstojník československé armády a odbojář během druhé světové války.

## Život

### Mládí a první světová válka
Josef Burda se narodil 20. března 1895 v Dambořicích v dnešním hodonínském okrese. Mezi lety 1912 a 1914 studoval vyšší lesnickou školu v Písku. Odveden do c. k. armády byl 15. února 1915 k zeměbraneckému pluku v Sankt Pöltenu. V říjnu 1915 byl v hodnosti četaře poslán na ruskou frontu, kde v červnu 1916 padl na Volyni do zajetí. Již v srpnu téhož roku se přihlásil do Československých legií a v Borispolu nastoupil do důstojnické školy a v hodnosti praporčíka se stal velitelem čety u střeleckého pluku. V listopadu 1917 se přesunul do Francie přičemž se dobrovolně vzdal důstojnické hodnosti a stal se řadovým střelcem. I ve Francii však absolvoval důstojnickou školu a získal hodnost podporučíka a v srpnu 1918 se stal velitelem roty střeleckého pluku v Cognacu. Z Francie byl přemístěn do italského Foligna, kde byl v listopadu 1918 opět jmenován velitelem roty. V lednu 1919 byl přemístěn k Československé domobraně a v březnu téhož roku povýšen na kapitána.

### Mezi světovými válkami
Po návratu do Československa nastoupil Josef Burda na post okrskového a posádkového velitele v Hodoníně a poté na post posádkového velitele a velitele praporu v Mikulově. V roce 1920 sloužil půl roku jako velitel praporu v Brně, poté se opět vrátil do Mikulova, kde mmj. vedl poddůstojnickou školu. V lednu 1921 byl i s jednotkou převelen do Fryštátu, kde sloužil až do roku 1929. Vzdělával se a hodnostně stoupal. V dubnu 1929 se přesunul přes Nový Jičín do Valašského Meziříčí na post prvního pobočníka velitele pluku. V září 1932 byl převelen do Místku na místo pobočníka velitele 16. brigády. Při cvičeních byl zařazován na vyšší funkce, na kterých se osvědčoval. Na jednom z nich utrpěl v roce 1935 při autonehodě zranění kolene. Od září 1936 působil jako zatímní velitel pěšího pluku v Michalovcích. 1. prosince 1936 byl v Michalovcích jmenován velitelem praporu Stráže obrany státu a zároveň vojensko-technickým referentem u hlavního politického úřadu tamtéž. Jako jediný z velitelů praporů SOS organizoval obranu na dvou hranicích zároveň a to na polské na severu a maďarské na jihu. V lednu 1937 byl povýšen již na podplukovníka. V březnu 1939 již na žádost vlády Slovenského státu odrazil se svou jednotkou maďarský útok na Michalovce přičemž zatlačil nepřítele až do výchozích pozic u Užhorodu. Jednalo se o historicky poslední bojové vystoupení Stráže obrany státu. Nedlouho poté opustil Slovensko.

### Druhá světová válka
Po návratu do Čech pracoval Josef Burda v Úřadu pro válečné poškozence v pražském Karlíně, v březnu 1941 byl přeložen do výslužby. V roce 1942 byl dvakrát vyslýchán Gestapem v Pečkově paláci ohledně jeho činnosti v SOS na Slovensku. Od roku 1943 pracoval v rámci totálního nasazení jako technický úředník v Praze, pomáhal při potravinové podpoře rodin politických vězňů. Od září 1944 byl napojen na Vojenské velitelství Velké Prahy Bartoš. Po vypuknutí Pražského povstání se hlásil v kasárnách Jiřího z Poděbrad, ale z důvodu nedostatku zbraní byl nejprve poslán domů. V další činnosti jej zablokoval postup jednotek SS, které prostor jeho bydliště zcela ovládly a zavedly úplný zákaz vycházení. Snažil se alespoň hlásit pohyb nepřítele a přes zadní trakty domů zorganizovat skupinu, která by se mohla v případě zlepšení situace zapojit do bojů. K úsekovému velitelství na Žižkově mohl být přiřazen až 8. května.

### Po druhé světové válce
Od 10. května 1945 sloužil Josef Burda na velitelských funkcích v rámci Prahy. 3. srpna byl vyslýchán Obranným zpravodajstvím ve věci jeho působení za okupace a během povstání. Po únoru 1948 se stal nepohodlným a v roce 1950 byl z politických důvodů přeložen do výslužby, vystěhován z Prahy do Hřenska do nuzného bytu, podařilo se mu ale udržet si důchod.

## Rodina
Josef Burda pocházel z učitelské rodiny. 15. listopadu 1921 se oženil s Ludmilou Vaníčkovou, manželství ale zůstalo bezdětné.